# Патта, Лоренцо
Лоренцо Патта (итал. Lorenzo Patta; род. 23 мая 2000, Ористано, Сардиния) − итальянский легкоатлет, спринтер, чемпион Олимпийских игр 2020 в Токио в эстафете 4×100 метров.
13 мая 2021 года, пробегая в Савоне в 10.13, он установил 7 — е место в истории Италии на 100 м и в то же время занял 41-е место в сезонном мировом рейтинге.

## Биография и спортивная карьера
Лёгкой атлетикой начал заниматься только весной 2016 года, бегая на школьных играх.
Ранее он был футболистом на La Palma Monteurpinu. В 2017 году в юношеской возрастной группе он стал вторым на национальном чемпионате в закрытых помещениях на дистанции 60 метров с Валентиной Пирас в качестве его тренера, но продолжал играть в футбол.
Затем в том же году он выиграл 200 м на открытом воздухе. С 2018 года он участвует в соревнованиях по легкой атлетике только с новым тренером Франческо Гарау в категории до 20 лет (юниоры). Он выиграл итальянские титулы на открытом воздухе (100 и 200 м) с замечательными 10,37 (+2,3 м/с) на своих первых соревнованиях в юниорском возрасте.
Он представлял Италию на чемпионате мира до 20 лет., на 200 м и в эстафете 4×100 м, где он не финишировал после выхода итальянской команды в финал. В следующем году он также стал последней эстафетой, завоевав серебряную медаль на чемпионате Европы 2019 года до 20 лет в Буросе.
В 2020 году он пробежал 10,31 в Гроссето, став личным рекордом, выиграв национальный титул среди молодежи до 23 лет. В 2021 году, после нового личного рекорда (10,13) в Савоне, он заменил Марселя Якобса на 100 м в Хожуве и финишировал вторым в командном чемпионате Европы в своем первом отборе в старшей итальянской команде.

### Олимпиада в Токио
На Олимпийских играх 2020 в Токио завоевал золотую медаль в эстафете 4х100 метров.

## Национальные рекорды
- Эстафета 4×100 м : 37,50 (Токио, Япония. 6 августа 2021 г.), он пробежал первый этап в команде с Марселем Джейкобсом, Фаусто Десалу, Филиппо Торту[4].